# Organe vital
 (octobre 2023).
Si vous disposez d'ouvrages ou d'articles de référence ou si vous connaissez des sites web de qualité traitant du thème abordé ici, merci de compléter l'article en donnant les références utiles à sa vérifiabilité et en les liant à la section « Notes et références ».
Un organe vital est un organe dont un organisme vivant ne peut pas se passer pour survivre. Une blessure grave ou une amputation partielle d’un organe vital met la vie de cet organisme en danger. Les organes vitaux sont des organes internes (la peau étant la seule exception) : ils sont protégés des traumatismes par la boîte cranienne ou la cage thoracique.
Liste des organes vitaux chez l'humain :
- le cerveau ;
- le cœur ;
- les poumons (il est possible de vivre avec un seul poumon) ;
- le foie ;
- le pancréas ;
- les reins (il est possible de vivre avec un seul rein) ;
- la peau[réf. nécessaire].